# Opération Casablanca
Pour plus de détails, voir Fiche technique et Distribution.
Opération Casablanca  est un film franco-helvéto-québécois réalisé par Laurent Nègre, sorti au cinéma en 2011.

## Synopsis
À la suite de l’humiliation de trop avec son employeur, Saadi, travailleur sans-papiers, quitte son travail. Alors qu’il passe par la forêt, il assiste à l’enlèvement d’un homme par deux individus en tenue de combat. Ayant pu dissimuler sa présence, il continue son chemin et tombe sur les lieux d’une embuscade d’où sont apparemment venus les trois hommes. Il parvient à trouver une survivante, mais est arrêté par les forces de l’ordre arrivées entre-temps. 
Alors qu’il est placé en garde à vue, on apprend que l’homme enlevé est Ayao Takahata, secrétaire général des Nations unies, et la police soupçonne Saadi d’être un des terroristes impliqués dans cet enlèvement. Placé en détention avec Youssef, qui s’avère être le véritable chef de cette cellule, il permet (sans le vouloir) à ce dernier de se suicider. 
Les ravisseurs voulant échanger Takahata contre une rançon et la libération de leur chef, le commandant Glauser et Isako, chargée de la protection de Takahata, font alors une proposition à Saadi : Ils oublient cette histoire si Saadi se fait passer pour Youssef pendant l’échange…

## Fiche technique
- Titre original : Opération Casablanca
- Réalisateur et  Scénariste : Laurent Nègre
- Producteur : Dan Wechsler
- Musique du film : Ramachandra Borcar
- Directeur de la photographie : Yves Bélanger
- Montage : Jean-Paul Cardinaux, Xavier Ruiz, Julien Sulser
- Création des décors : Sebastian Birchler
- Direction artistique : Hanspeter Remund
- Création des costumes : Nicole Ferrari
- Coordinateur des cascades : Jean Frenette
- Société de production : Bord Cadre films (Suisse), en coproduction avec Equinoxe Productions (Canada) et Ex Nihilo (France)
- Pays d'origine :  France- Suisse- Québec
- Genre : action
- Durée : 100 minutes
- Dates de sortie :	
  -  Canada : 23 juillet 2011
  -  Suisse : 22 janvier 2011

## Distribution
- Tarik Bakhari : Saadi
- Élodie Yung : Isako
- Gilles Tschudi : Glauser
- Jean-Luc Bideau : Michel
- Zinedine Soualem : Hassan
- Émile Proulx-Cloutier : Abdelkhani
- Sarkis Ohanessian : Gilbert
- Julieta Serrano : Mme Rueda
- Antoine Basler : Rueda
- Yoshi Oida : Takahata
- Hicham Nazzal : Youssef
- Marie-Eve Musy : Le journaliste
- Khany Hamdaoui : La traductrice
- Joseph Gorgoni : La démonstratrice Tupperware (crédité Marie-Thérèse Porchet)
- Caroline Gasser : Inspectrice de l'hygiène